# Caso Chisholm v. Georgia
O caso Chisholm vs. Georgia foi um caso judicial colocado à Suprema Corte dos Estados Unidos em 1793 e constitui uma das primeiras e mais importantes decisões na história da jurisprudência norte-americana. O presidente da Suprema Corte à época era John Jay.

## A sentença
Em 1792 Alexander Chisholm, executor testamentário de Robert Farquhar, apresentou aos juízes o caso contra o estado da Geórgia perante a Suprema Corte, por causa do pagamento devido por mercadorias que Farquhar tinha antes fornecido durante a Guerra de Independência dos Estados Unidos e que não tinham sido pagas.
Sustém o caso o procurador-geral dos Estados Unidos, Edmund Randolph enquanto o estado não enviou nenhum representante. Os juízes emitiram o veredicto (4 a 1) a favor do queixoso. Os outros juízes eram James Wilson, William Cushing, John Blair e James Iredell.

## Consequências
Em consequência desta sentença foi ratificada a décima-primeira emenda à Constituição dos Estados Unidos em 1795.